# HOP!
HOP! er et regionalt flyselskab fra Frankrig. Selskabet er ejet af Air France, og blev etableret via en sammenlægning af selskaberne Airlinair, Brit Air og Régional. HOP! har hub på Lyon–Saint Exupéry Lufthavn og Paris-Orly Lufthavn. Hovedkontoret er placeret i Rungis, få kilometer fra Orly.
Selskabet fløj i april 2014 ruteflyvninger til omkring 135 destinationer i Frankrig og Europa, udelukkende på vegne af moderselskabet Air France. Flyflåden bestod af 102 fly med en gennemsnitsalder på 12,5 år. Heraf var der blandt andet 12 ATR 42-500, 13 Bombardier CRJ700, 21 Embraer ERJ 145, samt 13 Bombardier CRJ1000 og ti Embraer E-190 som de største fly i flåden, med plads til 100 passagerer.

## Historie
Selskabet blev etableret i foråret 2013 som en sammenlægning af selskaberne Airlinair, Brit Air og Régional. Dette skete for at finde besparelser og forenkle strukturen i Air Frances regionale rutenetværk, efter at konkurrencen fra lavprisflyselskaber i de senere år var blevet stærkere, og Air Frances datterselskaber havde tabt markedsandele.
HOP! blev officielt åbnet 26. marts 2013 under en ceremoni på Paris-Orly Lufthavn, med tilstedeværelse af Air Frances administrerende direktør Alexandre de Juniac og viceminister for transport Frédéric Cuvillier. Den første flyvning fandt sted 31. marts 2013, da et Bombardier CRJ1000 fly lettede fra Paris-Orly med retning mod Perpignan.